# 柳穿鱼
柳穿鱼（学名：Linaria vulgaris sp. sinensis）为玄参科柳穿鱼属下的一个亚种。其亚种加词“sinensis”意为“中华的”。柳穿鱼主要分佈於中國东北、华北及山东、河南、江苏北部、陕西、甘肃东北部等地。